# Нінборстель
Нінборстель (нім. Nienborstel) — громада в Німеччині, розташована в землі Шлезвіг-Гольштейн. Входить до складу району Рендсбург-Екернферде. Складова частина об'єднання громад Міттельгольштайн.
Площа — 16,37 км2. Населення становить 580 ос. (станом на 31 грудня 2020).